# Tracy Chou
Tracy Chou, née en 1987, est une ingénieure en développement logiciel et promotrice de la diversité et de l'égalité des sexes dans les domaines liés à la technologie.
Après des stages chez Rocket Fuel, Google et Facebook, elle travaille chez Pinterest et Quora.
Elle est surtout connue pour sa mise en évidence du problème de la sous-représentation des femmes dans les entreprises technologiques ; elle fait pression sur les entreprises pour qu'elles établissent et révèlent les  statistiques sur la composition de leur personnel. En 2016, elle cofonde le groupe de conseil en diversité Project Include avec sept autres femmes de l'industrie.
Elle est en 2022 une des douze femmes de l'année élues par le magazine Time.

## Biographie

### Jeunesse
Tracy Chou naît en 1987,. Elle est la fille d'un couple d'informaticiens originaires de Taïwan et établis dans la Silicon Valley aux États-Unis,. Elle suit les cours de l'école secondaire St. Francis à Mountain View.

### Formation
Pour ses études supérieures, Tracy Chou étudie l'informatique à l'université Stanford avec une spécialisation en apprentissage automatique et en intelligence artificielle. C'est à cette époque qu'elle effectue des stages chez Google, Facebook et Rocket Fuel. Elle obtient sa maîtrise en informatique.

### Carrière
Approchée en 2010 par la startup Quora, elle commence à y travailler comme ingénieure. Elle est alors la quatrième employée de l'entreprise, qu'elle quitte en octobre 2011 pour rejoindre Pinterest, où elle est l'une des 15 premiers employés de la jeune entreprise de panneaux d'affichage,.
En février 2015, Tracy Chou est embauchée comme consultante par le United States Digital Service, un service fédéral technologique chargé de conseiller les agences fédérale américaine pour une efficacité accrue. En août 2015, TechCrunch indique que Tracy Chou est une créatrice vedette de Makerbase, un service qui permet de découvrir facilement le créateur d'un site web populaire.
Depuis décembre 2018, Tracy Chou est la PDG et la fondatrice de Block Party, une application contre le harcèlement en ligne.

### Enquêtes sur la sous-représentation des femmes en technologie

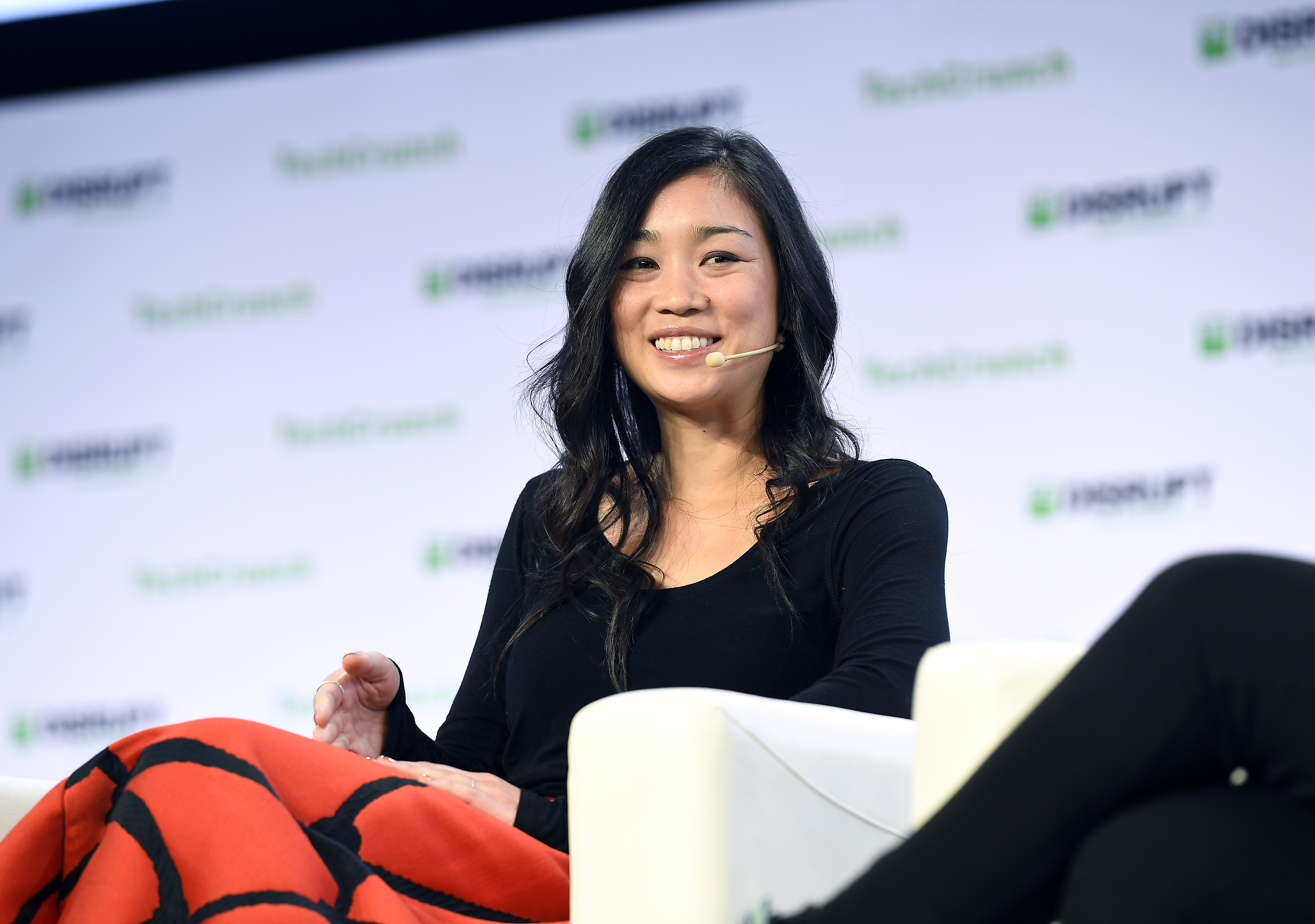
Chou à TechCrunch Disrupt, San Francisco 2019.

Tracy Chou participe en octobre 2013 à la Grace Hopper Celebration of Women in Computing, où elle s'intéresse à la question de la représentation des femmes dans les entreprises technologiques. Elle décide alors de recueillir des données pour analyser le problème, ce qui l'amène à exhorter les entreprises technologiques à divulguer le nombre de femmes employées à des postes techniques,,,. Pour faciliter le dépouillement des réponses reçues, elle met en place un référentiel sur le site de partage de code GitHub avec gestion de version décentralisée. En une semaine, son référentiel dispose de statistiques sur plus de 50 entreprises et, en janvier 2016, il dispose de statistiques sur 250 entreprises,. L'insistance de Tracy Chou sur cette question est considérée comme ayant influencé de grandes entreprises telles que Google, Facebook et Microsoft pour qu'elles publient des rapports sur la diversité. En juillet 2014, Chou publie une mise à jour sur le blog d'ingénierie de Pinterest décrivant les progrès de l'entreprise en matière de diversité et d'inclusion.
Poursuivant l'analyse, elle identifie un certain nombre de raisons possibles des écarts de représentation des femmes dans la technologie. Elle a fait valoir que si personne ne suggère à une femme qu'une carrière d'ingénieur logiciel est une possibilité réaliste, elle est moins susceptible de l'envisager. Elle pense aussi que les femmes et les minorités ont moins l'opportunité de se constituer un réseau. Elle indique que les attitudes condescendantes envers les femmes sont très fréquentes dans la Silicon Valley[réf. souhaitée]. Parmi les exemples qu'elle donne, elle raconte que lors d'une conférence un homme la contredit plusieurs fois lors au sujet d'une fonctionnalité de Quora qui avait été créée quand elle y travaillait. Elle indique également que les femmes les plus féminines sont rarement prises au sérieux dans les contextes techniques.
Fin juillet 2015, Pinterest lance un projet pour embaucher plus de femmes et plus de membres de minorités, et s'engage à divulguer publiquement ses progrès en la matière et les obstacles rencontrés. Tracy Chou est considérée être à l'origine de cette initiative, qui reçoit les éloges du pasteur Jesse Jackson. En août 2015, Tracy Chou participe à la campagne Twitter #ILookLikeAnEngineer, lancée par Isis Anchalee de OneLogin et destinée à montrer que des personnes (en particulier des femmes) d'apparences très diverses peuvent être des ingénieurs. La participation de Tracy Chou est notée dans le New York Times. Elle fonde en mai 2016, le groupe de conseil en diversité Project Include, avec d'autres femmes dont Erica Baker et Ellen Pao. Son approche est décrite comme pouvant extraire une page d'un logiciel open source.

### Apparitions publiques
Tracy Chou est invitée à prendre la parole en avril 2018 lors de la série Entrepreneurial Thought Leaders de l'université Stanford, puis deux mois après lors de la nouvelle conférence Vogue Codes de Vogue Australie à Sydney. Elle prend aussi la parole lors de la conférence Disrupt SF de TechCrunch.

## Récompenses
Tracy Chou est en 2022 une des douze femmes de l'année distinguées par le magazine Time.